# Мистър Грешен
„Мистър Грешен“ (на турски: Bay Yanlış) e турски романтичен сериал, излъчващ се премиерно през 2020 г. Главните герои в поредицата Джан Яман и Йозге Гюрел застават за втори път заедно на снимачнмата площадка след сериала „Горчиво и сладко“.

## Актьорски състав
- Джан Яман – Йозгюр Атасой
- Йозге Гюрел – Езги Инал
- Гюрген Йоз – Левент Язман
- Фатма Топташ – Джансу Акман
- Суат Сунгур – Юнал Йълмаз
- Лале Башар – Севим Атасой
- Джемре Гюмели – Дениз Копаран
- Серкай Тютюнджю – Озан Динчер
- Сарп Джан Кьороулу – Сердар Йозтюрк
- Тайгун Сунгар – Сонер Сечкин
- Фери Байджу Гюлер – Невин Йълмаз
- Едже Иртем – Гизем Сезер
- Анъл Челик – Емре Ерен
- Кимя Гьокче Айтач – Ирем Доан

## Излъчване в България
Сериалът стартира в България на 7 ноември 2022 г. на онлайн видео платформата на bTV Media Group VOYO. На 25 август 2023 г. започва излъчване по bTV Lady и завършва на 24 октомври. На 1 септември 2024 г. започва ново повторение по bTV Story, което завършва на 10 ноември 2024 г. На 11 май 2025 г. започна отново по bTV Story. Дублажът е на студио Медиа Линк. Ролите се озвучават от Яница Митева, Даниела Йорданова, Василка Сугарева, Николай Николов, Георги Стоянов (от 1 до 5 и от 11 до 14) и Иво Райков (от 6 до 10).